# 兰施特拉瑟

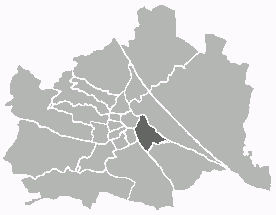
兰施特拉瑟区在维也纳的位置。

兰施特拉瑟（德語：Landstraße，發音：[ˈlantˌʃtʁaːsə] ⓘ）是奥地利维也纳的一个区。总面积 7.42平方公里，总人口85,713，人口密度12,000/km2(2012年)。兰德斯特拉塞靠近市中心，该区设立于19世纪。